# Paul Ier Šubić
Pour les articles homonymes, voir Paul Ier.
Paul I Šubić de Bribir (croate: Pavao I. Šubić Bribirski) (né vers 1245 mort le 1er mai 1312), est un noble croate appartenant à la famille Šubić originaire de Bribir, Il fut Ban de Dalmatie et de Croatie de 1273 à 1312 et Ban de Bosnie de 1299 à 1302.

## Famille
Paul I Šubić était le fils aîné de Stjepko (mort en 1274) comte de Trogir. Il était issu d’une noble et ancienne famille croate établie dans le village de Bribir près de Skradin dans le sud de la Croatie. La première mention de son nom apparaît en 1272, alors qu’il portait le titre de comte de Bribir, d’où son appellation en Croate : « Šubić Bribirski ».

## Dalmatie et Croatie
Paul Ier jusqu’alors comte de Bribir devient Ban de Dalmatie et de Croatie en 1273 il gouverne ce domaine jusqu'à sa mort. Pavel Šubić sut mettre à profit la dégénérescence du pouvoir royal en Hongrie et en Croatie à partir du règne d’André III de Hongrie le dernier et contesté roi de la famille d’Árpád.
Dès le début de la guerre civile il se déclare partisan des prétendants de la maison capétienne d'Anjou-Sicile ; Charles Martel de Hongrie mort en 1295 puis son fils Charles Robert. En 1292 Charles Martel lui confirme son titre de Ban et le nomme maître des terres entre Gvozd et la rivière Neretva.
En Dalmatie, il délègue à ses frères le gouvernement des villes côtières. Il confie Split à son frère Mladen Ier Šubić, Šibenik, Nin, Trogir et Omiš à son frère Juraj Ier Šubić de ce fait la famille Šubić étend désormais son autorité sur la plus grande partie de la Dalmatie et de la Slavonie. Lors d’une guerre avec République de Venise, il prend en 1311 la ville de Zadar ce qui marque l'apogée de sa puissance.

## Bosnie
En 1299 Paul Ier Šubić mène une expédition en Bosnie contre Étienne Ier Kotroman et conquiert le pays de la mer Adriatique à la rivière Drava au nord, et à la rivière Drina à l'est. Après la conquête il se proclame lui-même « Dominus de Bosnie ». En 1301, il attribue le territoire acquis en Bosnie à son frère cadet Mladen Ier Šubić avec le titre de Ban de Bosnie.
Après la mort de son frère, Mladen Ier tué en juillet en 1304 en tentant de soumettre les fidèles de l’Église bosnienne, Paul Ier Šubić doit lui-même conduire une armée qui afin d'écraser la résistance en Bosnie, après quoi, en 1305, il prend le titre de « Seigneur de toute la Bosnie  » (totius dominus Bosniae). À la mort de Paul Ier Šubić le titre de Seigneur de toute la Bosnie est repris par son fils aîné Mladen II Šubić, qui avait succédé à son oncle Mladen Ier Šubić comme Ban de Bosnie.

## Roi sans couronne
À la fin de sa vie Paul Ier Šubić régnait sur un vaste domaine comprenant la Dalmatie, le Slavonie et la Bosnie, qui correspondait pratiquement à celui des anciens rois de Croatie. Il frappait également sa propre monnaie. Bien qu’il n’ait jamais envisagé de se faire couronner il était de facto le souverain de ces territoires.
Alors qu’en 1301 il avait accompagné le jeune roi Charles Robert de Hongrie à Zagreb où il avait été reconnu roi et à Esztergom où il avait été couronné une première fois, le 27 août 1310 lors du 3e et dernier couronnement du roi Charles Robert de Hongrie il se fait représenter au sacre par un ambassadeur. Lorsqu’il meurt le 1er mai 1312 son sceau, porte l’inscription « Paulus de Breberio banus Croatorum D [OMI] n [u] s et Bosnae  ».
Mladen II Šubić tente de conserver la situation prédominante de son père mais après avoir perdu le contrôle de la Bosnie en 1318/1320 il sera vaincu et emprisonné en 1322 jusqu’à sa mort par le roi Charles Robert de Hongrie qui avait finalement réussi à soumettre les oligarques qui avaient contrôlé la Croatie la Transylvanie et la Slovaquie pendant une vingtaine d’années.

## Union et postérité
Paul Ier avait épousé une certaine Ursa morte en 1303 dont :
- Mladen II Šubić Ban de Bosnie puis Ban de Dalmatie et de Croatie (mort en 1341)
- Georges II Comte de Bribir et « Prince des cités côtières » en 1303 (mort en 1330)
- Paul II prince de Split en 1305 (mort en 1346)
- Grégoire Šubić comte de Šibenik.

## Sources
- (en) John V.A Fine, Jr The late Medieval Balkans University of Michigan Press 1994  (ISBN 0472082604) p. 208-216
- Pal Engel, Gyula Kristo et Andras Kubinyi Histoire de la Hongrie Médiévale, Tome II « Des Angevins aux Habsbourgs » P.U.R Rennes (2008)  (ISBN 9782753500945).